# Föruttagning
Föruttagning är en term från harmoniläran. En av de obetonade dissonanserna.
Tonen ifråga
- 1) skapar en dissonans mot någon annan ton i det harmoniska sammanhanget på en relativt obetonad taktdel
- 2) slås om (eller ligger kvar), men är nu konsonant på relativt betonad taktdel. Tonen som den var dissonant mot nyss har alltså förändrats till en konsonans.